# مادر آب
مادر آب بخشی از محلول است که پس از تبلور باقی مانده‌است. فرایندهای شیمیایی از جمله پالایش شکر با این محلول مواجه می‌شود. این مایع به دست آمده از غربال‌کردن بلورها توسط غربال‌گری است.